# 제저벨스
《제저벨스》(영어: Switchblade Sisters)는 1975년 개봉한 미국의 액션 엑스플로이테이션 영화이다. 잭 힐이 감독과 공동각본을 맡았다. 개봉 당시에는 흥행에 실패했으나, 시간이 흐르면서 컬트 영화로 자리매김하게 되었다.